# Козин (селище)
Кози́н — селище, розташоване на рівнинній місцевості на берегах Дніпра та річки Козинки, за 25 кілометрів від центра Києва та за 15 км від районного центру — міста Обухова.

## Географія
На півночі Козин межує з Києвом, а на заході межа селища проходить по Столичному шосе (Київ — Дніпро). На півдні Козин межує із селом Плюти та містом Українка. З півночі на південь селище простягається на 12-15 км з заходу на схід на 4-5 км.

## Населення
| Рік  | Населення                                         |
| ---- | ------------------------------------------------- |
| 1827 | 164 (тільки чоловічої статі)                      |
| 1841 | 126 (селян чоловічої статі), 2 відставних солдата |
| 1856 | 134 («наявних душ»)                               |
| 1872 | 223                                               |
| 1900 | 815                                               |
| 1914 | 1142                                              |
| 1943 | 796                                               |
| 2009 | 3228                                              |
| 2010 | 3204                                              |
| 2011 | 3180                                              |
| 2012 | 3229                                              |
| 2013 | 3269                                              |
| 2014 | 3333                                              |
| 2015 | 3374                                              |
| 2016 | 3386                                              |
| 2017 | 3380                                              |
| 2018 | 3352                                              |
| 2019 | 3371                                              |
| 2020 | 3392                                              |
| 2024 | 3500[джерело?]                                    |

### Мова
Розподіл населення за рідною мовою за даними перепису 2001 року:
| Мова       | Відсоток |
| ---------- | -------- |
| українська | 95,62%   |
| російська  | 4,05%    |
| інші       | 0,33%    |

## Історія
Перші письмові згадки про Козин належать до XI століття (на сайті Верховної Ради України датою заснування зазначений 1000 рік). В статті у Географічному словнику Королівства Польського зазначено, що хутір Козин до 1787 року було власністю Києво-Печерської лаври. З 1795 року його віднесено у казенне відомство, а жителі хутора були віднесені до категорії казенних селян. 

## XIX століття
У журналі «Киевский военный губернатор» у «Ведомости о настоящем состоянии казенных волостей Киевской губернии» за 1827 рік говориться про те, що Козин належить до Великобугаївської волості. Сюди входять поселення Велика Бугаївка, Ханбіково, Нові Безрадичі, Великі Дмитровичі, Малі Дмитровичі, Підгірці; села (в яких були церкви) Старі Безрадичі, Мала Бугаївка, хутір Козин. Тут же наголошується, що хутір Козин розміщений за 14 кілометрів від волосного поселення Великої Бугаївки. Чисельність чоловічого населення — 164 особи.
У 1841—1856 роках, згідно з документами канцелярії Київського округу — за відомістю про перепис населення Велико-Дмитрівської волості, то в Козині мешкало 134 особи.
Згідно з Положенням від 19.02.1861 року при Київському повіті у 1866 році на Обухівщині створено шість волостей: Германівська, Гусачівська, Копачівська власницькі; Дмитрівська державних селян; Обухівська державних підданих; Трипільська казенних, Козин належав до Дмитрівської.

## XX—XXI століття

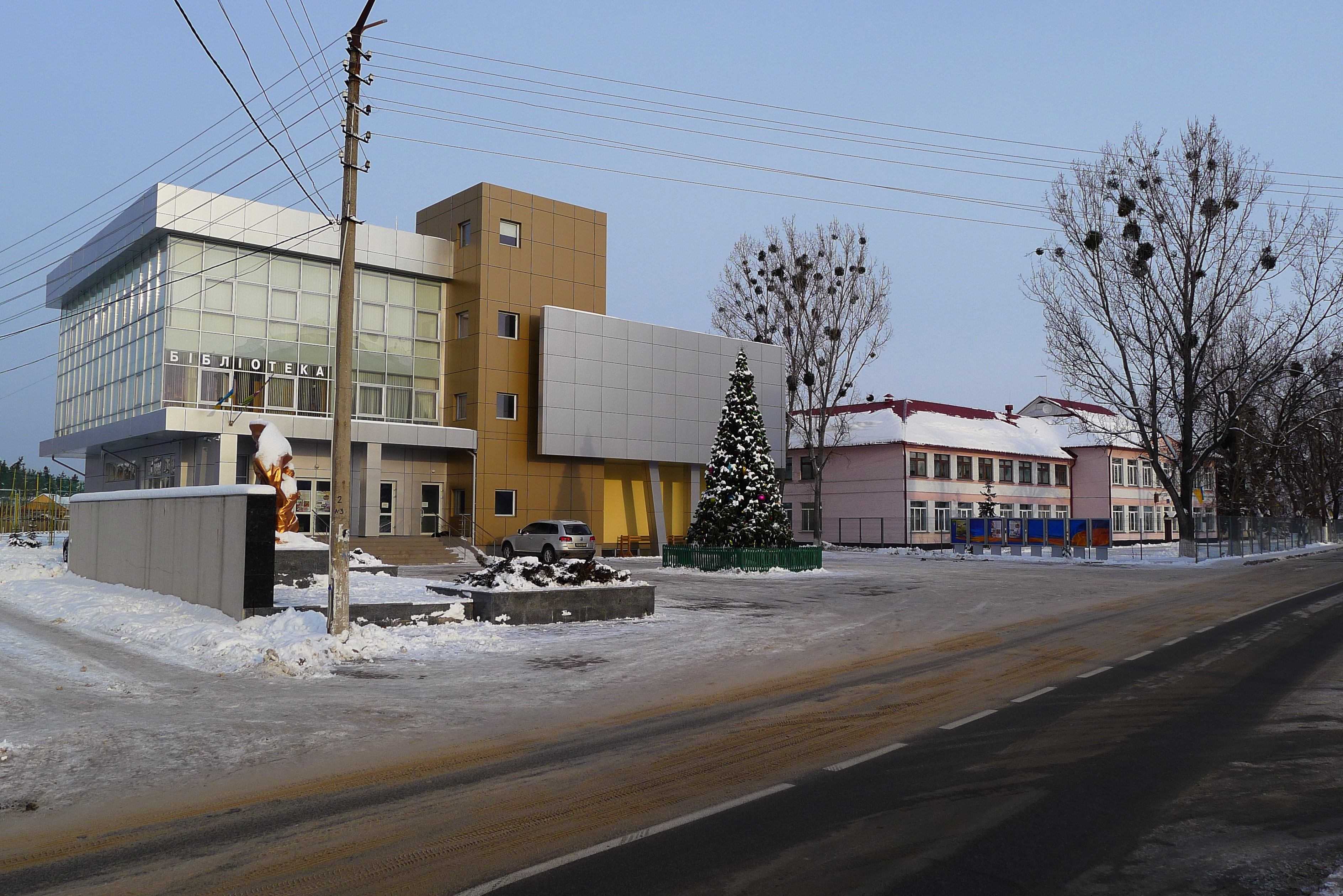
Будинок культури і школа в Козині

У «Списках населенных мест Киевской губернии» виданому Київським Губернським статистичним комітетом подається інформація, що Козин (казенний), так само належав до Велико-Дмитрівської волості, в селі було 157 дворів, мешкало 815 осіб (427 чоловіків та 388 жінок). У селі Козин налічується 567 десятин землі, належить село казенним селянам, що ведуть своє господарство за трипільною системою. В селі є одна православна церква, один хлібозапасний магазин. 

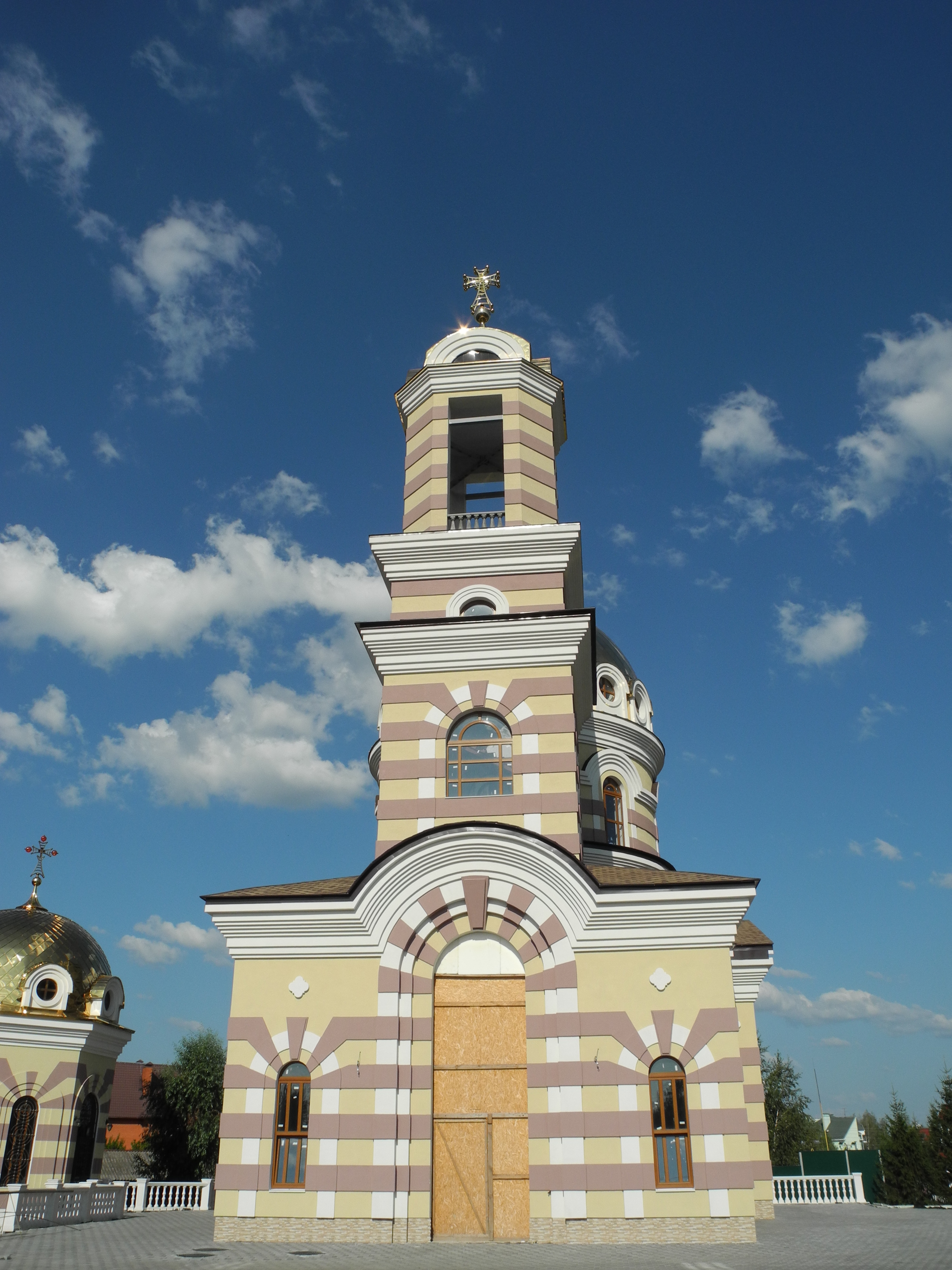
Козин, церква

І хоч школи тоді створювали церковнопарафіяльні, козинці прагнули, щоб їхні діти були грамотними. 27 лютого 1900 року в Козині почала працювати школа с одним учителем на 20 учнів. Навчалися в хаті Чиженка Федора Даниловича. У 1902 році на кошти земства було збудовано приміщення  однокласного народного училища. Приміщення мало одну класну кімнату та квартиру, в якій мешкав сторож. Сім'я вчителя мешкала в іншому будинку. Підручники мав лише учитель, учні ж слухали вчителя та намагалися зрозуміти світ якнайглибше: від створення до існування в ньому багатьох цікавих фактів. У 1903 році з 16 учнів 1-3 класів успішно закінчили школу лише двоє. 
Серед матеріалів Обласного державного архіву Київської області від 26 вересня 1914 року зберігся «Рапорт Волостного Правления при семъ представляетъ Губернскому по крестьянскимъ деламъ Присутствію въдомости объ урожае хлебовъ и сборе сена и о количестве продовольственного хлеба, потребнаго при обсемении и продовольствии до нового урожая», в якому зафіксовано, що в Козині на той час мешкало 1142 особи.
Козин було звільнено від німецької окупації 7 листопада 1943 року.
1 жовтня 1958 року село Козин отримало статус селища міського типу, сільську раду перейменували на селищну. До складу селищної ради ввійшли: селище Козин, хутори П'ятихатки та Рудики. Ці хутори з'єдналися з Козином і між собою забудовами центральної вулиці Козина (протяжність до 10 км), яка стала називатися вулицею Леніна (на початку 2000-х років перейменована на вулицю Анатолія Солов'яненка). У 1963 році 30 жовтня було проведено реорганізацію Кагарлицького району шляхом приєднання до нього Обухівського району. Козин було віднесено до Васильківського району (з 03.12.1963 до кінця 1964 року). З 1965 року селище Козин було віднесене до Києво-Святошинського району, а від 3 січня 1967 року Козин знову у складі Обухівського району.
У Козині була поромна переправа через річку Козинку до 1975 року.
У 2000 році відкрито краєзнавчий музей.

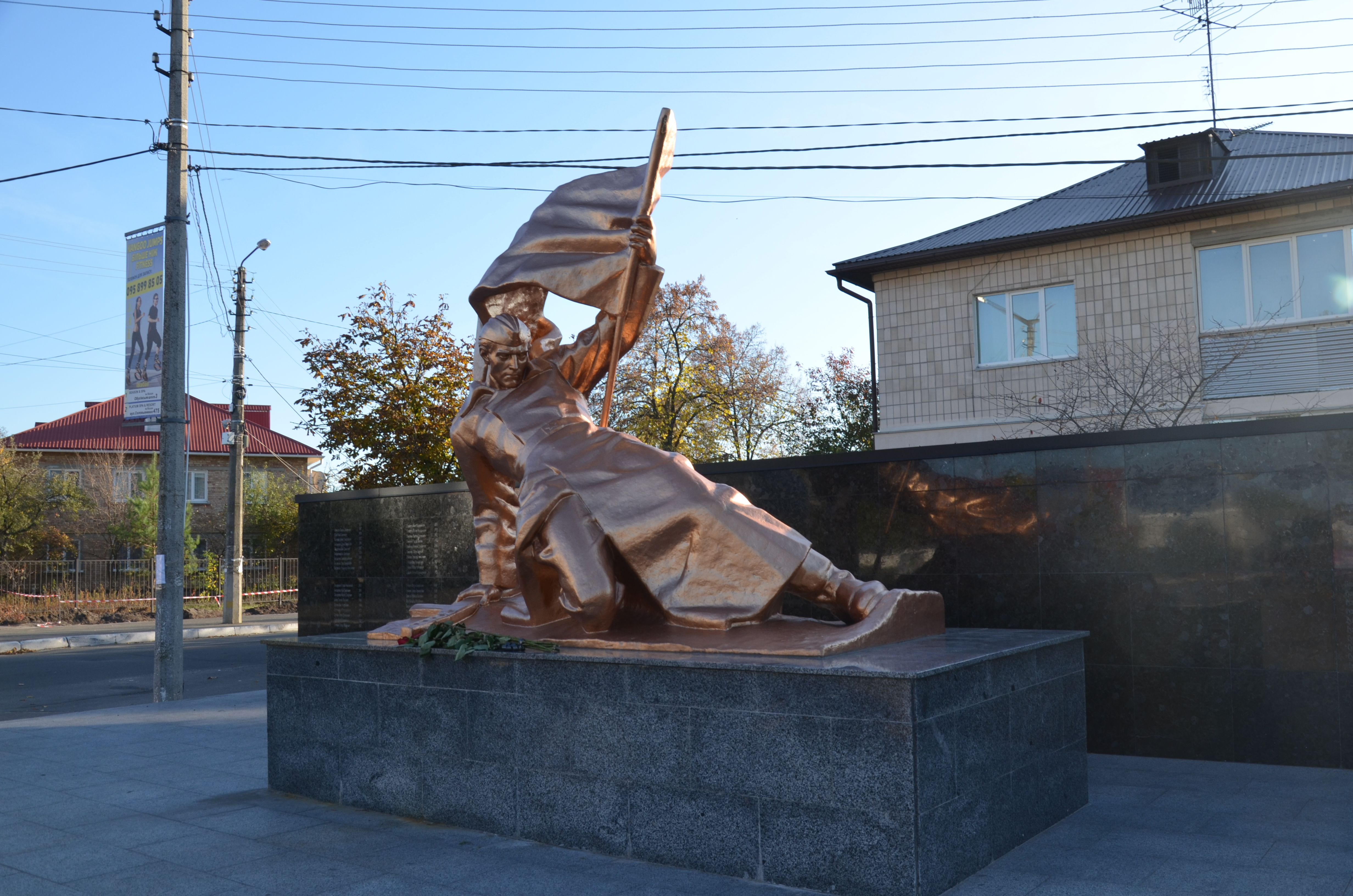
Пам'ятник на честь воїнів-односельчан, Козин

## Пам'ятки, визначні місця
Навпроти селищної ради стоїть пам'ятник воїнам, що захищали Козин від гітлерівських окупантів. Поранений воїн піднімає знамено перемоги, не здаючись ворогам.

## Відомі люди
У селищі похований всесвітньо відомий український співак та громадський діяч, народний артист УРСР, Народний артист СРСР, Герой України Солов'яненко Анатолій Борисович.

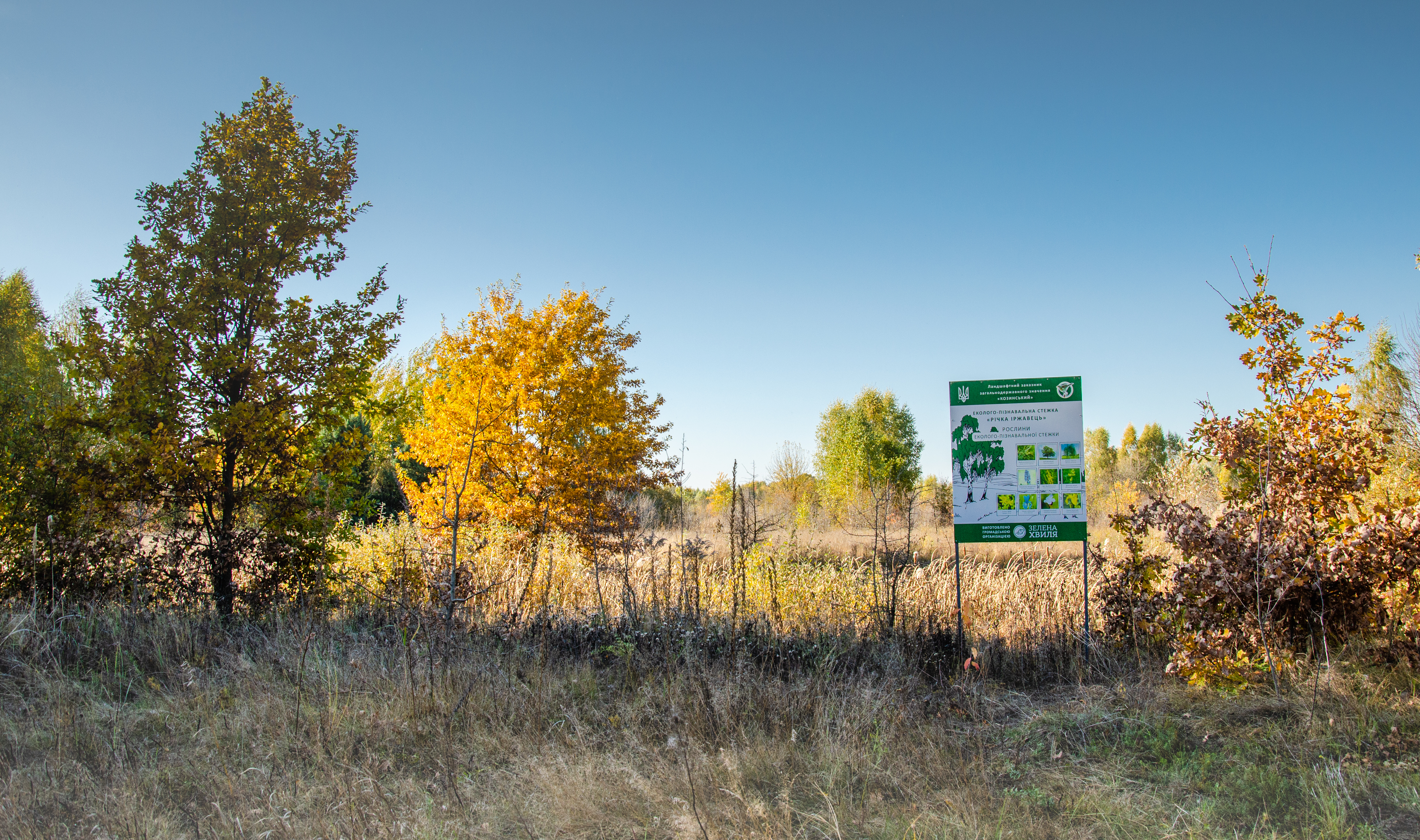
Заказник Козинський

## Інфраструктура

### Освіта та культура
У Козині працюють загальноосвітня школа, музична школа, будинок культури, бібліотека.

### Санаторії
На території селища розташовані численні бази відпочинку та санаторії.

## Див. також

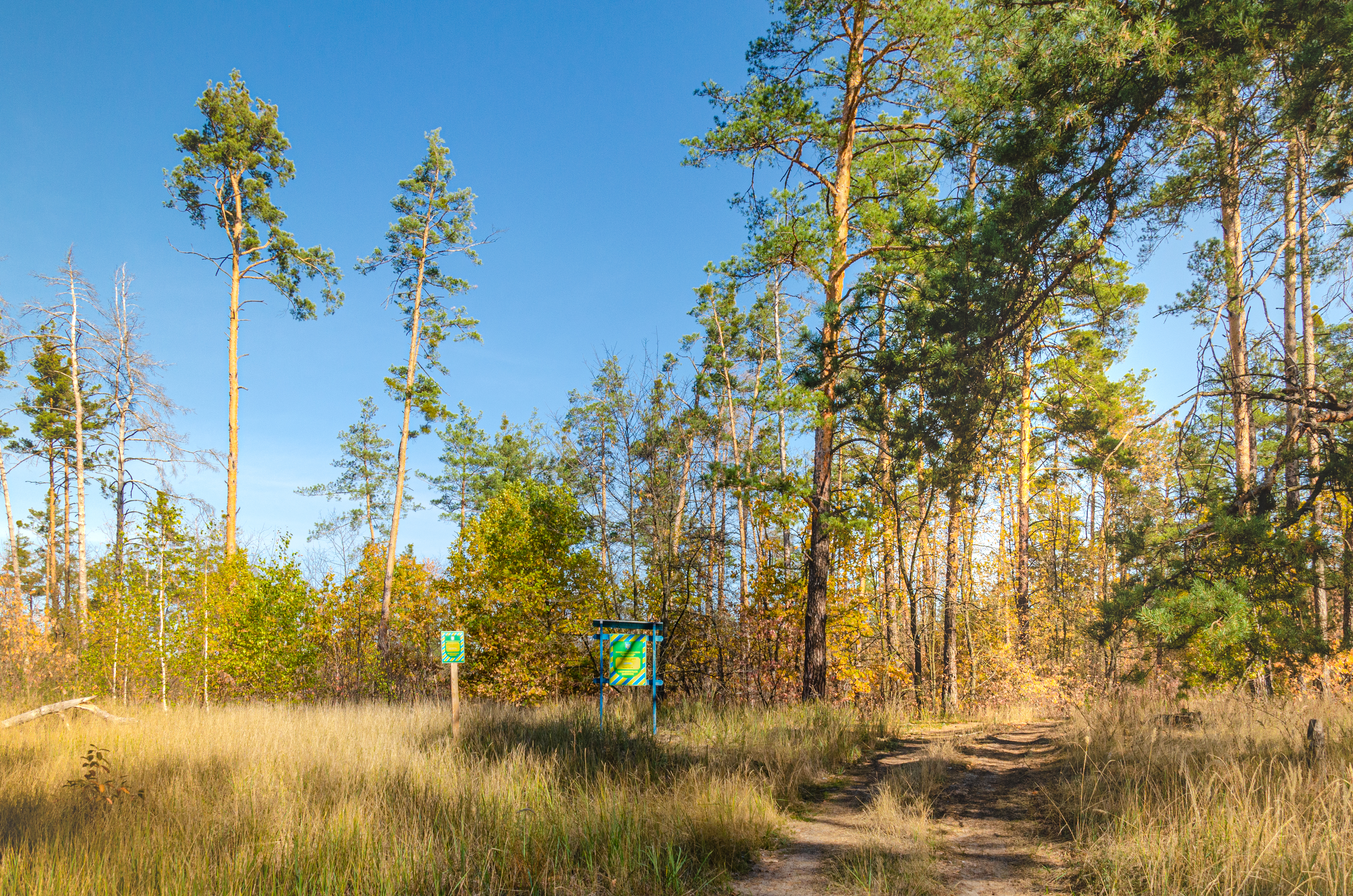
Заказник Дачне поряд з Козином